# Mutianus Rufus

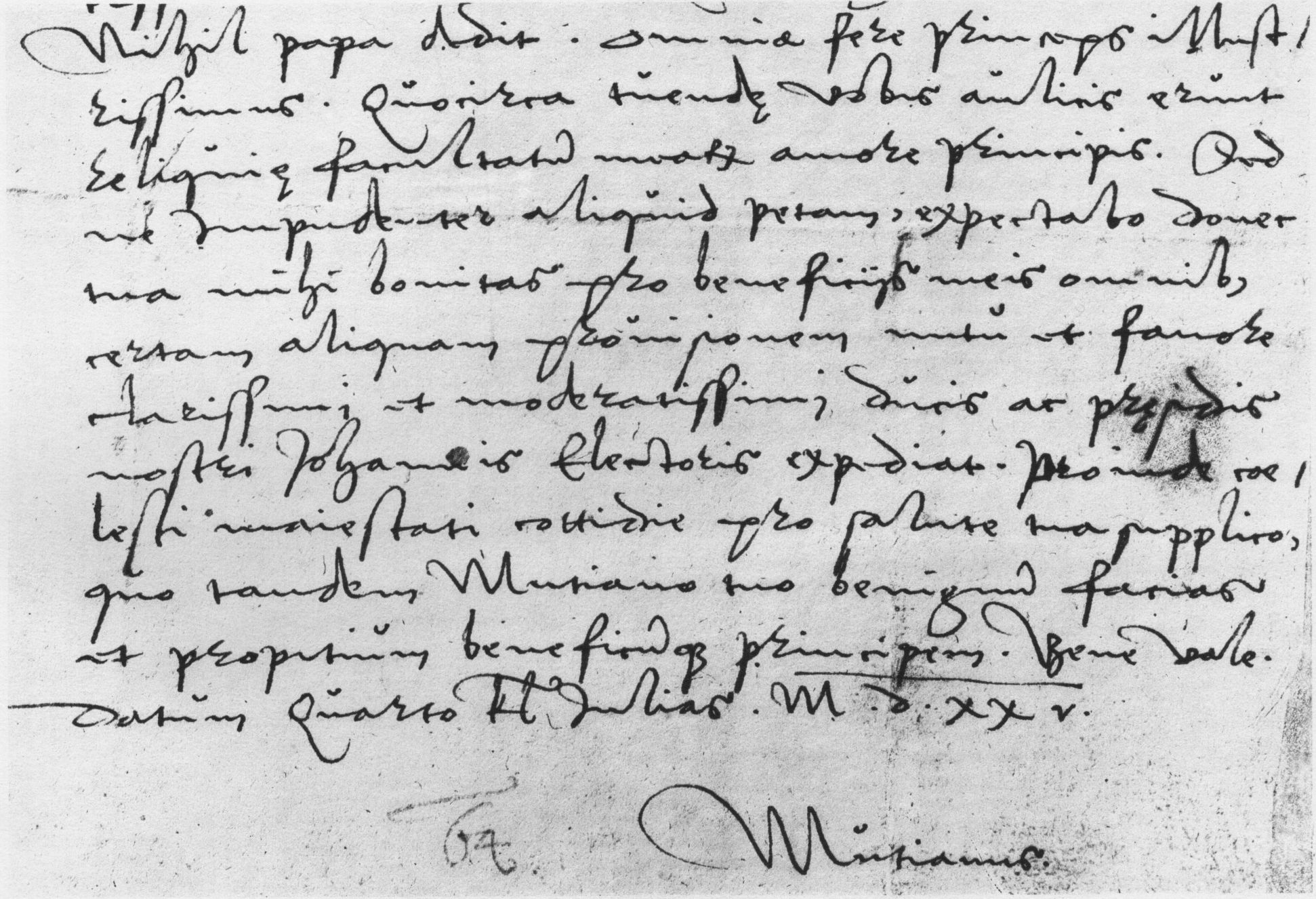
Ausschnitt aus einem Brief des Mutianus Rufus vom 28. Juni 1525 (Original). Nürnberg, Germanisches Nationalmuseum, Nr. 48

Mutianus Rufus (deutsch auch Konrad Mutian oder Konrad Muth; * 15. Oktober 1470 in Homberg an der Efze; † 30. März 1526 in  Gotha) war ein deutscher Humanist.
Sein bedeutender lateinischer Briefwechsel mit führenden Humanisten der Zeit wie Erasmus, Reuchlin u. a., geistlichen und weltlichen Fürsten von Kurmainz, den sächsischen Linien, Fürstabt von Fulda u. a. und ihren Diplomaten wie Eitelwolf von Stein († 1515), Valentin von Sundhausen zeichnet sich durch seinen vollendeten Stil, außerordentliche Kenntnis der antiken Literatur und philosophische Gedankentiefe aus. Der Briefwechsel trug maßgeblich dazu bei, dass Mutianus Rufus nach Erasmus und Reuchlin der bedeutendste Geist der deutschen Hochrenaissance war.

## Leben

### Herkunft und Ausbildung
Der aus einer wohlhabenden Patrizierfamilie stammende Muth verwaiste schon als Kind. Der Vater Johannes Muth war Ratsherr und Bürgermeister in Homberg an der Efze, die Mutter war Anna, geborene von Crutzburgk. Sein älterer Bruder war Johannes Muth (1468–1504), Kanzler des hessischen Landgrafen Wilhelm II. und Beisitzer am Hofgericht. Dessen Ehefrau Margarethe, geborene Schrendeisen († 1568), heiratete als Muths Witwe 1506 den Fritzlarer Schöffen Philipp Katzmann aus dem bedeutendsten Fritzlarer Patriziergeschlecht, den Katzmann.
Konrad Muth (später mit latinisiertem Humanistennamen Mutianus Rufus) ging nach Deventer und besuchte dort die Schule des Alexander Hegius, der Rektor im Stift des heiligen Lebuinus war. Muth war in dieser Zeit Schulkamerad von Erasmus von Rotterdam. Im Sommer 1486 studierte der 15-jährige in Erfurt bei Conrad Celtis, wurde 1488 Baccalaureus und legte schließlich 1492 sein Magister-Examen ab.
In Mainz traf er während einer Italienreise 1496 mit Dietrich Gresemund, Jakob Wimpheling und Trithemius zusammen. Trithemius machte ihn mit dem Umgang von Büchern vertraut und begeisterte ihn für das Lesen und das Sammeln von Büchern. Mutianus Rufus trug eine umfangreiche und kostbare Bibliothek zusammen.
In Italien studierte Mutianus Rufus Rechte. Er promovierte 1498 in Ferrara zum Dr. decretorum und rundete seine juristischen Kenntnisse in Padua, Florenz, Venedig und Rom ab. Während seines Studiums in Italien hörte er die Bologneser Gelehrten Philipp Beroald (1453–1505) und Urceus Codrus.
Inspiriert vom Neuplatonismus und angelehnt an Marsilio Ficino und Pico della Mirandola erarbeitet er seine eigenen philosophischen Gedanken.

### Gelehrter
1502 kehrte er nach Deutschland zurück, um dort sich seiner Auffassung der Geistesaristokratie zu widmen. Nach kurzer Tätigkeit in der landgräflich-hessischen Kanzlei in Kassel bot man ihm 1504 ein Kanonikat in Gotha an. Damit wurde er wirtschaftlich unabhängig. Trotzdem kritisierte er weiterhin massiv die katholische Amtskirche. Ab 1505 bildete er mit den Humanisten Herbord von der Marthen, Georg Spalatin, Heinrich Urban und Ulrich von Hutten in seinem offenen Haus in Gotha einen literarischen Zirkel. Helius Eobanus Hessus und Johann Crotus Rubianus nutzten die Kenntnisse der antiken Literatur des Gelehrten und tauschten sich mit ihm in Gotha aus. Der häufiger einkehrende Euricius Cordus schilderte in seinem lateinischen Gedicht „Besuch bei Mutian“ die Dichterklause mit ihrem Hang zum Idyllischen. Nach 1516 distanzierte Mutianus sich von Martin Luthers Reformationsgedanken.
Durch den Erfolg und die Popularität von Erasmus von Rotterdam geriet Mutianus’ Wirken bei seinen Zeitgenossen in Vergessenheit. Sein Streben bestand darin, für sich selbst frei und rechtschaffen zu leben und auf seinem philosophischen Weg zu Erkenntnis und Weisheit die Mitstrebenden zu unterstützen. Mutianus wirkte insbesondere im persönlichen Umgang und im Briefwechsel mit Mäzenen, Freunden und Schülern.
Aufgrund seines literarischen Stils, seiner außerordentlichen Kenntnisse der antiken Literatur und seines philosophischen Wissens gilt er als bedeutender Geist der deutschen Hochrenaissance. Mutianus versuchte, christliche Theologie und antike Philosophie zu vereinen. Befangen in seiner ästhetischen Bildungsreligion, fühlte er sich erhaben, über den Glauben des einfachen Volkes zu urteilen. Als in seinen letzten Lebensjahren infolge der Reformation und der Bauernunruhen die Apanagen ausblieben, geriet er in wirtschaftlich ungeordnete Verhältnisse.

### Sonstiges
Muths Grabschrift dichtete der aus Gotha stammende Poet und Rhetoriker Johann Stigel.